# دان باتريك
دان باتريك (بالإنجليزية: Dan Patrick) (و. 1950 – م) هو سياسي، ومقدم برامج إذاعية، من الولايات المتحدة الأمريكية، ولد في بالتيمور، ماريلاند، هو عضوٌ في الحزب الجمهوري.

## مناصب
تولى منصب عضو مجلس ولاية تكساس.

## التعليم
تعلم في جامعة ماريلاند في مقاطعة بالتيمور.